# William Gardner Smith (écrivain)
Pour les articles homonymes, voir William Gardner Smith, William Smith et Smith.
William Gardner Smith est un journaliste et écrivain afro-américain, né le 6 février 1927 à Philadelphie et mort le 5 novembre 1974 à Thiais (Val-de-Marne).

## Biographie
Malgré la mort de son père, il poursuit d'excellentes études à l'université, puis devient journaliste au Pittsburgh Courier. Son service militaire dans les troupes d'occupation en Allemagne, en 1946, lui inspire son premier roman Last of the Conquerors. 
Démobilisé en 1948, il reprend ses études, se marie en 1949, publie Anger at Innocence traduit bientôt en français. Après un court séjour à la fondation Yaddo à Saratoga Springs, le couple quitte les États-Unis pour la France fin 1951, rejoignant ainsi plusieurs écrivains noirs américains (Richard Wright, James Baldwin, Chester Himes, etc). Mais son épouse ne parlant pas français et s'adaptant mal, elle repart seule, puis ils divorcent. Malgré de sérieuses difficultés financières, il continue d'écrire, menant une existence bohême au Quartier latin.
Sa situation s'améliore avec la publication de son troisième roman South Street, inspiré de son enfance dans le quartier noir de Philadelphie, et son embauche à l'Agence France-Presse en 1954. Il y fait une carrière remarquable, débutant comme rédacteur au service étranger, directeur de l'AFP au Ghana jusqu'à la chute de N'Krumah en 1966, rédacteur en chef et correspondant spécial de l'AFP dans divers pays.
Dans The Stone Face, qu'il commence d'écrire en 1961 au moment où la guerre d'Algérie exacerbe les passions en France, il parle du racisme ordinaire aux États-Unis mais évoque aussi le racisme anti-arabe dont il est le témoin quotidien aussi bien dans son travail à l'AFP que dans les rues de Paris. Il est considéré comme un « expert de la situation raciale aux États-Unis », notamment après un reportage sur les révoltes des ghettos noirs américains en 1967.
Remarié le 31 octobre 1961 avec une jeune Française, professeur agrégée d'anglais, qui lui donne deux enfants, divorcé de nouveau en 1969, puis remarié avec une Indienne originaire de Bombay avec qui il a une fille, Rachel. Il meurt d'un cancer le 5 novembre 1974 à Thiais, à l'âge de 47 ans.

## Sources
- La rive noire, Michel Fabre, essai, André Dimanche Éditeur, 1999
- Portrait of an Expatriate, William Gardner Smith, Writer, LeRoy S. Hodges Jr, Greenwood Press, 1985